# J.J. Hickson
James Edward „J.J.” Hickson Jr. (ur. 4 września 1988 w Fort Lauderdale, Floryda) – amerykański koszykarz, grający na pozycji silnego skrzydłowego, obecnie zawodnik Champville. 
W 2007 roku wystąpił w meczu gwiazd amerykańskich szkół średnich – McDonald’s All-American.
Po roku gry na North Carolina State University w drużynie uniwersyteckiej NC State Wolfpack, zgłosił się do draftu 2008, w którym został wybrany z 19. numerem przez Cleveland Cavaliers.
25 lutego 2016 roku podpisał umowę z klubem Washington Wizards. 11 sierpnia 2017 został zawodnikiem chińskiego Jiangsu Tongxi Monkey Kings. 1 kwietnia 2018 dołączył do libańskiego Champville.

## Osiągnięcia
Stan na 2 kwietnia 2018, na podstawie, o ile nie zaznaczono inaczej.
NCAA
- Zaliczony do:
  - I składu debiutantów ACC (2008)
  - składu All-ACC Honorable Mention (2008)

NBA
- Zaliczony do I składu letniej ligi NBA (2010)